# ساتيراوية
الساتيراوية (الاسم العلمي: Satyrini) هي قبيلة من الحشرات تتبع فصيلة الحورائيات من الرتبة حرشفيات الأجنحة.

## عمائر
- الساتيرينة

## أجناس
- الساتيرة